# Варминско-Мазурский плебисцит
 Варминско-Мазурский плебисцит  (пол. Plebiscyt na Warmii, Mazurach i Powiślu, нем. Abstimmungsgebiet Allenstein) — плебисцит, проведённый согласно решениям мирного Версальского договора 11 июля 1920 года на территории Вармии, Мазурии и Повислья при образовании Польского государства. Согласно Версальскому договору Польша помимо Великой Польши получила большую часть Гданьского Поморья. Гданьск получил статус вольного города под контролем Лиги Наций. Вопрос о принадлежности Вармии, Мазур и Повислья должен был решаться путём плебисцита. Аргументом присоединения данных территорий к Польше было проживание здесь многочисленного польского населения. Население, проживавшее на территориях, принадлежавших Восточной Пруссии, должно было проголосовать о присоединении данных территорий к вновь образованной Польше либо остаться в пределах Восточной Пруссии. Плебисцит проходил под наблюдением Лиги Наций.

## Организация плебисцита
Плебисцит касался населения, проживавшего в трёх повятах Вармии (г. Ольштын, Ольштынский и Решельский), восьми повятах в Мазурах (Острудский, Нидзицкий, Щитненский, Пишский, Элкский, Олецкий, Гижицкий и Мронговский) и четырёх повятах на Повислье (Суский, Квидзынский, Штумский, Мальбурский). Плебисцит не распространялся на северную часть Вармии и район, располагавшийся возле города Эльблонга.
В Ольштыне и Квидзыне были созданы комитеты «Мазурский плебисцитный комитет» (Mazurski Komitet Plebiscytowy), «Варминский плебисцитный комитет» (Warmiński Komitet Plebiscytowy) и «Мазурский народный союз» (Mazurski Związek Ludowy), которые занимались организацией и распространением идей плебисцита среди польского населения.

## Результаты плебисцита
Результаты плебисцита показали, что польское население не спешило объединяться с Польшей. В районе Ольштына в пользу Германии отдали свои голоса 363 209 человек, за присоединение к Польше — 7980. В районе Квидзына в пользу Германии проголосовали 96 894 человека, за присоединение к Польше — 7947 человек.
В результате проведения плебисцита к Польше присоединилось население, жившее в селениях Любстынек, Напромек, Мале Пулько, Нове Лихновы, Крамарово, Боштых и Яново. Также к Польше был присоединён речной порт в Коженёве и железнодорожный мост на линии Квидзын-Опалене. В конечном итоге, почти весь район плебисцита остался в пределах Германии. Польше было передано только 8 гмин: 5 на Повисле и 3 в Мазурах.